# Buffalo (Missouri)
Buffalo é uma cidade localizada no estado americano de Missouri, no Condado de Dallas.

## Demografia
Segundo o censo americano de 2000, a sua população era de 2781 habitantes. 
Em 2006, foi estimada uma população de 3112, um aumento de 331 (11.9%).

## Geografia
De acordo com o United States Census Bureau tem uma área de 
5,7 km², dos quais 5,7 km² cobertos por terra e 0,0 km² cobertos por água. Buffalo localiza-se a aproximadamente 366 m acima do nível do mar.

## Localidades na vizinhança
O diagrama seguinte representa as localidades num raio de 32 km ao redor de Buffalo. 